# 马力欧系列游戏列表
多年來，瑪利歐系列製作超過兩百多個電子遊戲，是任天堂的招牌系列，而且按照吉尼斯世界紀錄是世界上最多人認識的遊戲。此下是按發行日期排列的版權許可瑪利歐遊戲，亦包括耀西系列和瓦利歐系列遊戲。

## 1980年代

### 1981年
- 《大金剛》（Donkey Kong）（街機）這是瑪利歐、波琳和大金剛（後改名為庫朗奇剛）的首次出現，雖然他在裡面只是一個叫作“Jumpman”的小角色。在這部作品中瑪利歐是一個木匠，故事是說大金剛從邪惡勢力中營救當時他的女朋友“Lady”（後改名為波琳）。

### 1982年
- 《大金剛》（Donkey Kong）任天堂掌機（Game & Watch）電子遊戲史上首次加入十字鍵（D-Pad）控制器的作品。
- 《大金剛Jr.》（Donkey Kong Jr.）（街機, Game & Watch） 在這部作品中瑪利歐是一個對手，大金剛Jr.去營救他的父親。
- 《大金剛2》（Donkey Kong 2）任天堂掌機（Game & Watch）

### 1983年
- 《大金剛》（Donkey Kong）任天堂紅白機（Famicom/NES）
- 《大金剛Jr.》（Donkey Kong）任天堂紅白機（Famicom/NES）
- 《瑪利歐水泥工廠》（Mario's Cement Factory）任天堂掌機（Game & Watch）
- 《瑪利歐炸彈》（Mario's Bombs Away）任天堂掌機（Game & Watch）
- 《瑪利歐兄弟》（Mario Bros.）（街機）路易吉首次出現，最大的特點就是可以2個人同時進行遊戲。

### 1984年
- 《網球》（Tennis）任天堂紅白機（Famicom/NES）瑪利歐作為裁判出現。
- 《彈珠台》（Pinball）任天堂紅白機（Famicom/NES）

### 1985年
- 《拆屋工》（Wrecking Crew）任天堂紅白機（Famicom/NES）瑪利歐作為主角。
- 《超級瑪利歐兄弟》（Super Mario Bros.）任天堂紅白機（Famicom/NES） 世界上第一部滾動捲軸類的遊戲，他有32 KB 程序文件，和8 KB 的圖形文件，碧姬公主、奇諾比奧和對手庫巴首次出現。

### 1986年
- 《超級瑪利歐兄弟特別版》（Super Mario Bros. Special）（PC-8801/X1）
- 《VS超級瑪利歐兄弟》（Vs. Super Mario Bros.）（街機）
- 《超級瑪利歐兄弟2》（Super Mario Bros.: The Lost Levels）FC磁碟機（Famicom Disk Drive）
- 《通宵日本超級瑪利歐兄弟》（All Night Nippon Super Mario Bros.）FC磁碟機（Famicom Disk Drive）

### 1987年
- 《麥克泰森的拳無虛發》（Mike Tyson's Punch-Out!!）任天堂紅白機（Famicom/NES）瑪利歐作為裁判。
- 《高爾夫日本公開賽》（Golf - Japan Course）FC磁碟機（Famicom Disk Drive）
- 《高爾夫美國公開賽》（Golf - U.S. Course）FC磁碟機（Famicom Disk Drive）

### 1988年
- 《超級瑪利歐兄弟USA》（Super Mario Bros. 2）任天堂娛樂系統（NES）
- 《瑪利歐兄弟歸來》（Return of Mario Bros.）FC磁碟機（Famicom Disk Drive）瑪利歐兄弟的續作；只在日本發行過。
- 《FC大獎賽2：3D Hot Rally》（Famicom Grand Prix II: 3D Hot Rally）FC磁碟機（Famicom Disk Drive）
- 《超級瑪利歐兄弟3》（Super Mario Bros. 3）任天堂紅白機（Famicom/NES） 瑪利歐增加了一些新的能力比如飛行等；對手庫巴七人眾和奔奔首次出現。

### 1989年
- 《打磚塊》（Alleyway）任天堂掌機GB（Game Boy）
- 《俄羅斯方塊》（Tetris）任天堂紅白機（Famicom/NES）
- 《網球》（Tennis）任天堂掌機GB（Game Boy）瑪利歐作為裁判。
- 《超級瑪利歐樂園》（Super Mario Land）任天堂掌機GB（Game Boy）利用很少的圖形文件，和紅白機上超級瑪利歐兄弟完全一樣，黛西公主首次出現。
- 《俄羅斯方塊》（Tetris）任天堂掌機GB（Game Boy）

## 1990年代

### 1990年
- 《瑪利歐醫生》（Dr. Mario）（Famicom/NES & Game Boy）
- 《超級瑪利歐世界》（Super Mario World）（Super Famicom/SNES）瑪利歐初次在超級任天堂平台上登場，耀西及布魯首次出現。

### 1991年
- 《瑪利歐學打字》（Mario Teaches Typing）（PC）
- 《戲法瑪利歐》（Mario the Juggler）任天堂掌機（Game & Watch）最後一款Game & Watch遊戲。
- 《耀西的蛋》（Yoshi）（Famicom/NES & Game Boy）耀西首次以主角身份出現，為耀西系列的首作。
- 《超級瑪利歐和朋友們：我長大了》（Super Mario Bros. & Friends: When I Grow Up）（PC）

### 1992年
- 《瑪利歐繪圖》（Mario Paint）（Super Famicom/SNES）
- 《超級瑪利歐賽車》（Super Mario Kart）（Super Famicom/SNES）
- 《超級瑪利歐USA》（Super Mario USA）任天堂紅白機（Famicom）只在日本發表過。為美版《Super Mario Bros. 2》發售後回流到日本的作品。
- 《超級瑪利歐樂園2 六個金幣》（Super Mario Land 2: 6 Golden Coins）任天堂掌機GB（Game Boy）瑪利歐的一個對手瓦利歐首次出現。
- 《耀西的餅乾》（Yoshi's Cookie）（Famicom/NES & Game Boy）
- 《瑪利歐失蹤了！》（Mario Is Missing!）（PC） 只在北美發行過，系列第一款以路易吉為主角，瑪利歐為配角的遊戲。

### 1993年
- 《瑪利歐失踪了！》（Mario Is Missing!）（SNES and NES） 只在北美發行過。
- 《瑪利歐的時間機器》（Mario's Time Machine）（PC and SNES） 只在北美發行過。
- 《耀西的餅乾》（Yoshi's Cookie）（Super Famicom/SNES）
- 《超級瑪利歐收藏輯》（Super Mario All-Stars）（Super Famicom/SNES）
- 《耀西的旅行》（Yoshi's Safari）（Super Famicom/SNES）系列唯一一款光槍射擊遊戲。
- 《马力欧和瓦力欧》（Mario and Wario）任天堂家用機（Super Famicom） 只在日本發行過。
- 《瑪利歐學前教育！趣味字母》（Mario's Early Years! Fun with Letters）超級任天堂（SNES） 只在北美發行過
- 《瑪利歐學前教育！趣味數字》（Mario's Early Years! Fun with Numbers）超級任天堂（SNES） 只在北美發行過
- 《瑪利歐學前教育！學前娛樂》（Mario's Early Years! Preschool Fun）超級任天堂（SNES） 只在北美發行過

### 1994年
- 《超級瑪利歐樂園3 瓦利歐樂園》（Wario Land: Super Mario Land 3）任天堂掌機GB（Game Boy） 瓦利歐為主角色，瑪利歐僅僅出現在結尾處，為瓦利歐系列的首作。
- 《瓦利歐之森》（Wario's Woods）（Famicom/NES & Super Famicom/SNES） 奇諾比奧為主角色，為北美最後一款官方NES遊戲，亦是唯一一款被剛創立不久的ESRB評級的NES遊戲。
- 《瑪利歐旅館》（Hotel Mario）（CD-i）只在北美發行過。
- 《瑪利歐的時間機器》（Mario's Time Machine）（NES） 只在北美發行過。
- 《Game Boy 咚奇剛》（Game Boy: Donkey Kong）任天堂掌機GB（Game Boy）
- 《耀西的餅乾在烤箱裡》（Yoshi no Cookie: Kuruppon Oven de Cookie）任天堂家用機（Super Famicom） 只在日本發行過。
- 《俄羅斯方塊和瑪利歐醫生》（Tetris & Dr. Mario）超級任天堂（SNES）只在歐美發表過。

### 1995年
- 《瑪利歐的遊戲展覽》（Mario's Game Gallery）（PC）只在北美發表過，亦是美國配音員查爾斯·馬爾蒂內首次為瑪利歐配音的遊戲（雖然於1992年發行的《超級瑪利歐兄弟彈珠台》已經聲演瑪利歐，但是沒有列入系列作品記錄）。
- 《瑪利歐網球》（Mario's Tennis）（Virtual Boy）唯一一款不是由後來成為瑪利歐體育遊戲系列（網球和高爾夫球）主要開發商Camelot Software Planning開發的網球遊戲。
- 《瑪利歐衝擊》（Mario Clash）（Virtual Boy）
- 《Virtual Boy 瓦利歐樂園》（Virtual Boy Wario Land）（Virtual Boy）
- 《瑪利歐方塊》（Mario's Picross）任天堂掌機GB（Game Boy）
- 《瑪利歐超級方塊》（Mario's Super Picross）任天堂家用機（Super Famicom） 只在日本發表過。
- 《UNDAKE 30 鮫龜大作戰 瑪利歐版》（Undake 30 Same Game）任天堂家用機（Super Famicom） 只在日本發表過。
- 《瑪利歐越野摩托》（Mario Excite Bike） （Super Famicom Satellaview） 只在日本發表過。
- 《超級瑪利歐 耀西島》（Super Mario World 2: Yoshi's Island）（Super Famicom/SNES）耀西為主角色，瑪利歐寶寶與路易吉寶寶首次出現。
- 《超級咚奇剛2︰蒂克斯剛 & 狄狄剛》（Donkey Kong Country 2: Diddy's Kong Quest）（Super Famicom/SNES）客串。

### 1996年
- 《超級瑪利歐RPG》（Super Mario RPG: Legend of the Seven Stars）（Super Famicom/SNES） 系列首款RPG遊戲。
- 《超級瑪利歐64》（Super Mario 64）任天堂64位家用機（Nintendo 64）瑪利歐在任天堂64位家用機上初次登場，並且瑪利歐第一次出現在3D遊戲中。
- 《瑪利歐賽車64》（Mario Kart 64）任天堂64位家用機（Nintendo 64）翌年推出的歐美版是查爾斯·馬爾蒂內首次為路易吉和瓦利歐配音的遊戲。
- 《瑪利歐方塊2》（Mario's Picross 2）任天堂掌機GB（Game Boy） 只在日本發表過。
- 《瑪利歐學打字2》（Mario Teaches Typing 2）（PC）系列最後一款教育電子遊戲。

### 1997年
- 《耀西故事》（Yoshi's Story）任天堂64位家用機（Nintendo 64）
- 《Game Boy遊戲博物館》（Game & Watch Gallery）任天堂掌機GB（Game Boy）
- 《Game Boy遊戲博物館2》（Game & Watch Gallery 2）任天堂掌機GB/GBC（Game Boy日/Game Boy Color全球）

### 1998年
- 《拆屋工'98》（Wrecking Crew '98）超級任天堂（Super Famicom）只在日本發表過。
- 《瓦利歐樂園2 被盜的財寶》（Wario Land II）任天堂掌機GB/GBC（Game Boy/Game Boy Color）
- 《瑪利歐派對》（Mario Party）任天堂64位家用機（Nintendo 64）
- 《瑪利歐紀念冊》（Mario no Photopi）任天堂64位家用機（Nintendo 64）只在日本發表過。

### 1999年
- 《任天堂明星大亂鬥》（Super Smash Bros.）任天堂64位家用機（Nintendo 64）
- 《Game Boy遊戲博物館3》（Game & Watch Gallery 3）任天堂掌機GBC（Game Boy Color）
- 《超級瑪利歐兄弟 豪華版》（Super Mario Bros. Deluxe）（Game Boy Color）
- 《瑪利歐高爾夫64》（Mario Golf）（Nintendo 64）金屬瑪利歐（只在歐美版本出現，日版並沒有出現）
- 《瑪利歐高爾夫GB》（Mario Golf）（Game Boy Color）
- 《瑪利歐派對2》（Mario Party 2）任天堂64位家用機（Nintendo 64）
- 《瑪利歐藝術家：圖畫工作室》（Mario Artist：Paint Studio）任天堂64DD磁碟系統（Nintendo 64DD）

## 2000年代

### 2000年
- 《瓦利歐樂園3》（Wario Land 3）任天堂掌機GBC（Game Boy Color）
- 《紙片瑪利歐》（Paper Mario）任天堂64位家用機（Nintendo 64） 系列第二款RPG遊戲，運用了3D場景和2D的角色。
- 《瑪利歐網球64》（Mario Tennis）任天堂64位家用機（Nintendo 64）瓦路易吉首次出現。
- 《瑪利歐網球GB》（Mario Tennis）（Game Boy Color）
- 《瑪利歐派對3》（Mario Party 3）任天堂64位家用機（Nintendo 64）
- 《瑪利歐藝術家：天才工作室》（Mario Artist：Talent Studio）任天堂64DD磁碟系統（Nintendo 64DD）
- 《瑪利歐藝術家：交流包》（Mario Artist：Communication Kit）任天堂64DD磁碟系統（Nintendo 64DD）
- 《瑪利歐藝術家：多邊形工作室》（Mario Artist：Polygon Studio）任天堂64DD磁碟系統（Nintendo 64DD）

### 2001年
- 《超級瑪利歐Advance》（Super Mario Advance）任天堂掌機GBA（Game Boy Advance）
- 《瑪利歐賽車Advance》（Mario Kart Super Circuit）任天堂掌機GBA（Game Boy Advance）
- 《瓦利歐樂園Advance》（Wario Land 4）任天堂掌機GBA（Game Boy Advance）
- 《超級瑪利歐Advance 2：超級瑪利歐世界》（Super Mario Advance 2: Super Mario World）任天堂掌機GBA（Game Boy Advance）
- 《路易吉洋樓》（Luigi's Mansion）任天堂GC遊戲（GameCube）路易吉為主角色，為瑪利歐系列第一次出現在任天堂GC平台上；哎唷·喂博士及害羞幽靈王首次出現。
- 《任天堂明星大亂鬥DX》（Super Smash Bros. Melee）任天堂GC遊戲主機（GameCube）
- 《瑪利歐醫生64》（Dr. Mario 64）任天堂64位家用機（Nintendo 64）最初只在北美發行過，日版後來收錄在2003年任天堂GC平台上發行的「Nintendo Puzzle Collection」中。

### 2002年
- 《超級瑪利歐陽光》（Super Mario Sunshine）任天堂GC遊戲主機（GameCube） 超級瑪利歐系列第一次出現在任天堂GC平台上，奇諾爺爺、庫巴Jr.、吞食花老大、魷魷老大首次出現。
- 《瑪利歐派對4》（Mario Party 4）任天堂GC遊戲主機（GameCube）
- 《超級瑪利歐Advance 3：耀西島》（Super Mario Advance 3: Yoshi's Island）任天堂掌機GBA（Game Boy Advance）
- 《Game Boy遊戲博物館4》（Game & Watch Gallery 4）任天堂掌機GBA（Game Boy Advance）最初只在歐美發行過，日版後來在2016年任天堂Wii U平台上發行的「Virtual Console」中。

### 2003年
- 《瑪利歐派對-e》（Mario Party-e ）任天堂掌機GBA（Game Boy Advance）只在北美發行過
- 《瓦利欧制造》（WarioWare, Inc.: Mega Microgame$!）任天堂掌機GBA（Game Boy Advance）瓦利欧制造系列第一個作品。
- 《超級瑪利歐Advance 4：超級瑪利歐兄弟3》（Super Mario Advance 4: Super Mario Bros. 3）任天堂掌機GBA（Game Boy Advance）
- 《瓦利歐世界》（Wario World）任天堂GC遊戲主機（GameCube）第一個並非瓦利歐樂園系列的作品。
- 《集合！！瓦利欧制造》（WarioWare, Inc.: Mega Party Game$!）任天堂GC遊戲主機。
- 《瑪利歐派對5》（Mario Party 5）任天堂GC遊戲主機（GameCube）
- 《瑪利歐高爾夫：家庭巡迴賽》（Mario Golf: Toadstool Tour）任天堂GC遊戲主機（GameCube）
- 《瑪利歐與路易吉RPG》（Mario & Luigi: Superstar Saga）任天堂掌機GBA（Game Boy Advance） 瑪利歐第三人稱RPG
- 《瑪利歐賽車 雙重衝刺！!》（Mario Kart: Double Dash!!）任天堂GC遊戲主機（GameCube） 瑪利歐雙駕駛員系統，支持16人同時對戰鬥，奇諾比珂首次出現。

### 2004年
- 《瑪利歐vs.咚奇剛》（Mario vs. Donkey Kong）任天堂掌機GBA（Game Boy Advance）
- 《瑪利歐高爾夫：Advance Tour》（Mario Golf: Advance Tour）任天堂掌機GBA（Game Boy Advance）
- 《超級瑪利歐兄弟》（Super Mario Bros.）（Classic NES Series） 任天堂掌機GBA（Game Boy Advance）
- 《紙片瑪利歐RPG》（Paper Mario: The ThousandYear Door）任天堂GC遊戲主機（GameCube）紙片馬力歐的續作
- 《瑪利歐彈珠世界》（Mario Pinball Land）任天堂掌機GBA（Game Boy Advance）
- 《瑪利歐醫生》（Dr. Mario）（Classic NES Series） 任天堂掌機GBA（Game Boy Advance）
- 《轉轉 瓦利欧制造》（WarioWare: Twisted!）任天堂掌機GBA（Game Boy Advance）
- 《马里奥网球GC》（Mario Power Tennis）任天堂GC遊戲主機（GameCube）
- 《超級瑪利歐64 DS》（Super Mario 64 DS）（Nintendo DS）系列第一次出現在任天堂掌機NDS平台上。
- 《瑪利歐派對6》（Mario Party 6）任天堂GC遊戲方糖（GameCube）
- 《摸摸 瓦利欧制造》（WarioWare: Touched!）（Nintendo DS）
- 《耀西的萬有引力》（Yoshi Topsy-Turvy）任天堂掌機GBA（Game Boy Advance）

### 2005年
- 《瑪利歐派對Advance》（Mario Party Advance）任天堂掌機GBA（Game Boy Advance）
- 《捕捉！觸摸！耀西！》（Yoshi Touch & Go）（Nintendo DS）
- 《熱舞瑪利歐》（Dance Dance Revolution Mario Mix）任天堂GC遊戲主機（GameCube）
- 《瑪利歐賽車DS》（Mario Kart DS）任天堂掌機NDS（Nintendo DS)
- 《超級碧姬公主》 （Super Princess Peach） 任天堂掌機NDS (Nintendo DS) 瑪利歐被抓了！碧姬公主把他救出來！
- 《瑪利歐棒球》（Mario Baseball）任天堂GC遊戲主機（GameCube）
- 《NBA 街頭3對3》（NBA Street V3）任天堂GC遊戲主機（GameCube） 瑪利歐、路易吉和碧姬公主等角色都出現在這部作品中。
- 《超级玛利欧激战前锋》（Super Mario Strikers）任天堂GC遊戲主機（GameCube）
- 《瑪利歐派對7》 (Mario Party 7) 任天堂GC遊戲主機（GameCube）
- 《瑪利歐&路易吉RPG 2》 (Mario & Luigi: Partners in Time) 任天堂掌機NDS（Nintendo DS）碧姬公主寶寶首次出現。
- 《瑪利歐網球Advance》(Mario Tennis)任天堂掌機GBA（Game Boy Advance）
- 《瑪利歐醫生與面板方塊》（Dr. Mario & Puzzle League）任天堂掌機GBA（Game Boy Advance）
- 《瑪利歐賽車大獎賽》（Mario Kart Arcade GP）（街機）

### 2006年
- 《新超級瑪利歐兄弟》（New Super Mario Bros.） 任天堂掌機NDS（Nintendo DS）枯骨庫巴首次出現。
- 《瑪利歐籃球3對3》（Mario Hoops 3-on-3）任天堂掌機NDS（Nintendo DS）
- 《舞動 瓦利欧制造》（WarioWare: Smooth Moves）（Wii）
- 《瑪利歐vs.咚奇剛2: 迷你大行進》（Mario vs. Donkey Kong 2: March of the Minis）(Nintendo DS)
- 《照照 瓦利欧制造》（WarioWare: Snapped!）（DSi下載軟體）

### 2007年
- 《怪盜瓦利歐》（Wario: Master of Disguise）(Nintendo DS) 第二個並非瓦利歐樂園系列的作品。
- 《超級紙片瑪利歐》（Super Paper Mario）(Wii) 紙片瑪利歐續作，由上作的RPG類型改為ACT類型，為瑪利歐系列第一次出現在Wii平台上。
- 《超級瑪利歐銀河》（Super Mario Galaxy）(Wii) 羅潔塔和奇可首次出現。
- 《瑪利歐激戰前鋒》（Mario Strikers Charged）(Wii)
- 《耀西島DS》（Yoshi's Island DS）(Nintendo DS) 瓦利歐寶寶、DK寶寶首次出現。
- 《瑪利歐派對8》（Mario Party 8） (Wii)
- 《瑪利歐派對DS》（Mario Party DS）(Nintendo DS) 最後一個由Hudson Soft開發的作品。
- 《瑪利歐賽車大獎賽2》（Mario Kart Arcade GP 2）（街機）
- 《瑪利歐與音速小子在北京奧林匹克運動會》（Mario & Sonic at the Olympic Games) (Wii) 第一次融合了音速小子系列中的角色，為瑪利歐&索尼克 AT 奧林匹克運動會系列首作。

### 2008年
- 《瑪利歐與音速小子在北京奧林匹克運動會》（Mario & Sonic at the Olympic Games）(NDS)
- 《任天堂明星大亂鬥X》（Super Smash Bros. Brawl）(Wii)
- 《瓦利歐樂園 Shake it!》（Wario Land Shake it!）(Wii)
- 《瑪利歐醫生網路℞》(Dr. Mario: Online ℞)（Wii下載軟體）
- 《瑪利歐賽車Wii》（Mario Kart Wii）(Wii) 黛西公主寶寶首次出現。
- 《超級瑪利歐體育場家庭棒球》（Mario Super Sluggers）(Wii)
- 《瑪利歐醫生特效藥》(Dr. Mario: Express)（DSi下載軟體）

### 2009年
- 《以Wii遊玩 瑪利歐網球GC》（New Play Control! Mario Power Tennis）(Wii)
- 《瑪利歐與路易吉RPG 3!!!》（Mario & Luigi: Bowser's Inside Story）(NDS)
- 《D.I.Y.瓦利欧制造》（WarioWare: D.I.Y.）（Nintendo DS）
- 《玩玩D.I.Y.瓦利欧制造》（WarioWare: D.I.Y. Showcase）（Wii下載軟體）
- 《瑪利歐與索尼克在溫哥華冬季奧林匹克運動會》（Mario & Sonic at the Olympic Winter Games）(Wii/NDS)
- 《新 超級瑪利歐兄弟Wii》（New Super Mario Bros. Wii）(Wii)
- 《瑪利歐vs.咚奇剛 迷你再行進 》(Mario vs. Donkey Kong: Minis March Again!)(NDSi下載軟體)

## 2010年代

### 2010年
- 《超级马里奥银河2》（Super Mario Galaxy 2） (Wii) 路叭首次出現。
- 《瑪利歐vs.大金剛 突擊！迷你樂園》（Mario vs. Donkey Kong: Mini-Land Mayhem!） (DS)
- 《超級瑪利歐收藏輯 特別包裝》（Super Mario All-Stars 25th Anniversary Edition）(Wii)
- 《马里奥大运动会》（Mario Sports Mix）(Wii)

### 2011年
- 《瑪利歐醫生特效藥》(Dr. Mario: Express)（3DS下載軟體）
- 《超級瑪利歐3D樂園》（Super Mario 3D Land ）(3DS)系列第一次出現在任天堂掌機3DS平台上；碰碰首次出現。
- 《瑪利歐賽車7》（Mario Kart 7）(3DS)
- 《瑪利歐與音速小子在倫敦2012奥運會》（Mario and Sonic at the London 2012 Olympic Games）(Wii)

### 2012年
- 《瑪利歐與音速小子在倫敦2012奥運會》（Mario and Sonic at the London 2012 Olympic Games）(3DS)
- 《马里奥网球 公开赛》（Mario Tennis Open）(3DS)
- 《瑪利歐派對9》（Mario Party 9） (Wii)
- 《紙片瑪利歐 超級貼紙》（Paper Mario: Sticker Star）(3DS)
- 《新超级马里奥兄弟2》（New Super Mario Bros. 2）（3DS）
- 《新超级马里奥兄弟U》（New Super Mario Bros. U）（Wii U）系列第一次出現在Wii U平台上；偷天兔首次出現。

### 2013年
- 《瑪利歐&大金剛 迷你嘉年華》(Mario and Donkey Kong: Minis on the Move)(3DS下載軟體)
- 《路易吉洋樓2》（Luigi's Mansion: Dark Moon）(3DS)鬼怪犬首次出現。
- 《遊戲&瓦利欧》（Game & Wario）（Wii U）
- 《新超级路易吉U》（New Super Luigi U）（Wii U）
- 《瑪利歐與路易吉RPG4》(Mario & Luigi: Dream Team)(3DS)
- 《瑪利歐賽車大獎賽 DX》(Mario Kart Arcade GP DX)(街機)
- 《新超級瑪利歐兄弟U+新超级路易吉U》（New Super Mario Bros. U + New Super Luigi U）（連同Wii U主機綁售）
- 《超級瑪利歐3D世界》（Super Mario 3D World）(Wii U)
- 《瑪利歐與音速小子在索契2014冬季奧運會》（Mario and Sonic at the Sochi 2014 Olympic Winter Games）(Wii U)
- 《瑪利歐派對：環島之旅》 (Mario Party: Island Tour)(3DS)

### 2014年
- 《耀西新島》(Yoshi's New Island )(3DS)
- 《瑪利歐高爾夫 世界巡迴賽》(Mario Golf: World Tour)(3DS)
- 《瑪利歐賽車8》（Mario Kart 8）(Wii U) 羅潔塔寶寶及粉金色碧姬公主首次出現。
- 《任天堂明星大亂鬥3DS/Wii U》(Super Smash Bros. for Nintendo 3DS/Wii U)(3DS)(Wii U)
- 《前進！奇諾比奧隊長》(Captain Toad: Treasure Tracker)(Wii U)

### 2015年
- 《瑪利歐派對10》(Mario Party 10)(Wii U)
- 《超級瑪利歐創作家》(Super Mario Maker)(Wii U) 遊戲已於在2021年4月1日下午2時（UTC+08:00）結束上傳服務營運。
- 《瑪利歐vs.大金剛 大家的迷你樂園》(Mario vs. Donkey Kong Tipping Star)(Wii U/3DS)
- 《龍族拼圖 超級瑪利歐兄弟版》(PUZZLE＆DRAGONS SUPER MARIO BROS. EDITION)(3DS)
- 《瑪利歐醫生翻轉！特効薬 ＆ 細菌撲滅》(Dr. Mario: Miracle Cure)（3DS）
- 《耀西的毛線世界》(Yoshi's Woolly World)(Wii U)
- 《瑪利歐網球 終極扣殺》(Mario Tennis: Ultra Smash)(Wii U)
- 《瑪利歐與路易吉RPG︰紙片瑪利歐MIX》(Mario & Luigi: Paper Jam)(3DS)

### 2016年
- 《迷你瑪利歐&朋友amiibo挑戰賽》 (Mini Mario & Friends: amiibo Challenge)(Wii U/3DS)
- 《瑪利歐與索尼克在里約2016夏季奧運》(Mario & Sonic at the Rio 2016 Olympic Games)(3DS/Wii U/Arcade)
- 《紙片瑪利歐 色彩噴濺》(Paper Mario: Color Splash)(Wii U)
- 《瑪利歐派對 星星衝刺》(Mario Party Star Rush)(3DS)
- 《超級瑪利歐創作家for N3DS》(Super Mario Maker for Nintendo 3DS)(3DS)
- 《超級瑪利歐酷跑》(Super Mario Run)(iOS) 系列第一次出現在移動智能設備的平台上。

### 2017年
- 《波奇&耀西的毛線世界》(Poochy & Yoshi's Woolly World)(3DS)
- 《超級瑪利歐酷跑》(Super Mario Run)(Android)
- 《瑪利歐賽車8 豪華版》(Mario Kart 8 Deluxe)(Nintendo Switch) 系列第一次出現在Nintendo Switch平台上，也是系列銷量最高的作品。
- 《瑪利歐運動 超級巨星》（Mario Sports Super Stars)(3DS)
- 《瑪利歐+瘋狂兔子 王國之戰》(Mario+Rabbids Kingdom Battle )(Nintendo Switch) 系列首款戰略角色扮演遊戲，也是第一次融合了瘋狂兔子系列中的角色。
- 《街機檔案︰瑪利歐兄弟》（Arcade Archives: Mario Bros.）(Nintendo Switch)
- 《瑪利歐與路易吉RPG1 DX》（Mario & Luigi: Superstar Saga + Bowser's Minions）（3DS）
- 《超級瑪利歐 奧德賽》(Super Mario Odyseey)(Nintendo Switch)
- 《瑪利歐派對 最佳100小遊戲》(Mario Party: The Top 100)(3DS)
- 《街機檔案︰VS.超級瑪利歐兄弟》（Arcade Archives: VS. Super Mario Bros.）(Nintendo Switch)

### 2018年
- 《街機檔案︰森喜剛》（Arcade Archives: Donkey Kong）(Nintendo Switch)
- 《瑪利歐網球 王牌高手》(Mario Tennis Aces)(Ninetendo Switch)
- 《前進！奇諾比奧隊長》(Captain Toad: Treasure Tracker)(Nintendo Switch/3DS)
- 《瓦力欧制造 豪华版》（WarioWare Gold）（3DS）
- 《超级瑪利欧派对》(Super Mario Party)(Ninetendo Switch)
- 《路易吉洋樓》(Luigi's Mansion)(3DS) GameCube平台遊戲《路易吉洋樓》的完全重製版。傀易吉首次出現。
- 《任天堂明星大亂鬥 特別版》(Super Smash Bros. Ultimate)(Ninetendo Switch)
- 《街機檔案︰森喜剛Jr.》（Arcade Archives: Donkey Kong Jr.）(Nintendo Switch)
- 《瑪利歐與路易吉RPG3 DX》(Mario & Luigi: Bowser's Inside Story + Bowser Jr.'s Journey)(3DS)

### 2019年
- 《新 超級瑪利歐兄弟U 豪華版》(New Super Mario Bros. U Deluxe)(Nintendo Switch)
- 《耀西的手工世界》(Yoshi's Crafted World)(Nintendo Switch)
- 《街機檔案︰森喜剛3》（Arcade Archives: Donkey Kong 3）(Nintendo Switch)
- 《超級瑪利歐創作家2》(Super Mario Maker 2)(Nintendo Switch)
- 《瑪利歐醫生世界》(Dr. Mario World)(iOS/Android) 遊戲已於2021年11月1日下午2時（UTC+08:00）結束營運。
- 《街機檔案︰彈珠台》（Arcade Archives: Pinball）(Nintendo Switch)
- 《瑪利歐賽車巡迴賽》(Mario Kart Tour)(iOS/Android)
- 《街機檔案︰高爾夫球》（Arcade Archives: Golf）(Nintendo Switch)
- 《路易吉洋樓3》(Luigi's Mansion 3)(Nintendo Switch)
- 《瑪利歐與音速小子在東京2020奧運會》(Mario & Sonic at the Tokyo 2020 Olympic Games)(Nintendo Switch) 由於國際奧委會沒有再與任天堂和世嘉續簽獨家許可協定，因此遊戲成為系列最後一款作品。

## 2020年代

### 2020年
- 《街機檔案︰VS.拆屋工》（Arcade Archives: VS. Wrecking Crew）(Nintendo Switch)
- 《紙片瑪利歐 摺紙國王》（Paper Mario: The Origami King）(Nintendo Switch)
- 《超級瑪利歐 3D收藏輯》（Super Mario 3D All-Stars）(Nintendo Switch) 遊戲已於2021年3月31日後實體卡匣版停產和不再提供數碼版下載（僅能於任天堂eShop限時發售期間成功購買數碼版後可以重新下載）。
- 《超級瑪利歐兄弟35》（Super Mario Bros. 35）(Nintendo Switch Online) 遊戲已於2021年3月31日晚上11時（UTC+08:00）結束營運。
- 《瑪利歐賽車實況 家庭賽車場》（Mario Kart Live: Home Circuit）(Nintendo Switch)
- 《Game & Watch: 超級瑪利歐兄弟》（Game & Watch: Super Mario Bros.）(Game & Watch) 超級瑪利歐兄弟35週年限量版，遊戲方面包含《超級瑪利歐兄弟》、《超級瑪利歐兄弟2》和《瑪利歐》主題的《Ball》三款。遊戲機已於2021年3月31日停產。

### 2021年
- 《超級瑪利歐3D世界+狂怒世界》（Super Mario 3D World + Bowser's Fury）(Nintendo Switch)
- 《瑪利歐高爾夫 超級衝衝衝》（Mario Golf: Super Rush）(Nintendo Switch)
- 《分享同樂！瓦利欧制造》（WarioWare: Get It Together!）(Nintendo Switch) 查爾斯·馬爾蒂內最後一款擔任瓦利歐配音的瓦利欧系列作品（只限歐美版本）。
- 《瑪利歐派對 超級巨星》（Mario Party Superstars）(Nintendo Switch)

### 2022年
- 《瑪利歐激戰前鋒 戰鬥聯賽》（Mario Strikers: Battle League）(Nintendo Switch)
- 《瑪利歐+瘋狂兔子 希望之星》（Mario+Rabbids Sparks of Hope）(Nintendo Switch) 第二次融合了瘋狂兔子系列中的角色，查爾斯·馬爾蒂內最後一款擔任瑪利歐和路易吉配音的作品。

### 2023年
- 《超級瑪利歐兄弟 驚奇》（Super Mario Bros. Wonder）(Nintendo Switch) 美國配音員凯文·阿富汗尼首次擔任瑪利歐和路易吉角色配音的作品。
- 《超級舞動 瓦利歐製造》（WarioWare: Move It!）(Nintendo Switch) 凯文·阿富汗尼首次擔任瓦利歐配音的作品（只限歐美版本）。
- 《超級瑪利歐RPG》（Super Mario RPG）(Nintendo Switch) 超級任天堂平台遊戲《超級瑪利歐RPG》的完全重製版。

### 2024年
- 《瑪利歐vs.咚奇剛》（Mario vs. Donkey Kong）(Nintendo Switch) Game Boy Advance平台遊戲《瑪利歐vs.咚奇剛》的完全重製版。該遊戲保留了查爾斯·馬爾蒂內為瑪利歐配音的剪輯。
- 《碧姬公主 表演時刻！》（Princess Peach Showtime!）(Nintendo Switch)
- 《紙片瑪利歐RPG》（Paper Mario: The Thousand-Year Door）(Nintendo Switch) 任天堂GameCube平台遊戲《紙片瑪利歐RPG》的完全重製版。該遊戲保留了查爾斯·馬爾蒂內為瑪利歐配音的剪輯。
- 《路易吉洋樓2 HD》（Luigi's Mansion 2 HD）(Nintendo Switch) 任天堂3DS平台遊戲《路易吉洋樓2》的完全重製版。該遊戲保留了查爾斯·馬爾蒂內為路易吉和瑪利歐配音的剪輯。
- 《超級瑪利歐派對 空前盛會》（Super Mario Party Jamboree）(Nintendo Switch) 凱文·阿富汗尼首次擔任瓦路易吉配音的作品
- 《瑪利歐＆路易吉RPG 兄弟齊航！》（Mario & Luigi: Brothership）(Nintendo Switch)

### 2025年
- 《瑪利歐賽車世界》（Mario Kart World）(Nintendo Switch 2) 系列第一次出現在Nintendo Switch 2平台上。
- 《咚奇剛蕉力全開》（Nintendo Switch 2的第2個遊戲）神秘的唱歌女孩與咚奇剛一起展開的冒險，是一款以咚奇剛為主題的新遊戲。